# Subilla physodes
Subilla physodes är en halssländeart som först beskrevs av Navás 1913.  Subilla physodes ingår i släktet Subilla och familjen ormhalssländor. Inga underarter finns listade i Catalogue of Life.